# بيث هيرش
بيث هيرش (بالإنجليزية: Beth Hirsch)‏ هي مغنية أمريكية، ولدت في 18 أكتوبر 1967 في تامبا في الولايات المتحدة.

## وصلات خارجية
- الموقع الرسمي
- بيث هيرش على موقع IMDb (الإنجليزية)
- بيث هيرش على موقع ميوزك برينز (الإنجليزية)
- بيث هيرش على موقع ديسكوغز (الإنجليزية)